# Sana Bukas pa ang Kahapon
Sana Bukas pa ang Kahapon (en inglés: I Wish Yesterday Were Tomorrow ; título internacional: Tomorrow Belongs to Me) es una serie de televisión filipina transmitida por ABS-CBN desde el 16 de junio de 2014. Está protagonizada por Bea Alonzo, Paulo Avelino y Albert Martínez, con las actuaciones estelares de los primeros actores Susan Roces, Anita Linda y Eddie Garcia, y las participaciones antagónicas de Dina Bonnevie, Tonton Gutierrez y Maricar Reyes.

## Reparto

### Elenco principal
- Bea Alonzo como Rose Buenavista-Salvador / Atty. Emmanuelle Gaspar-Romero
- Paulo Avelino como Patrick Salvador
- Albert Martinez como Leo Romero

### Elenco secundario
- Susan Roces como Ruth Gaspar
- Anita Linda como Lola Patchi
- Eddie Garcia como Magno Ruiz
- Dina Bonnevie como Laura Bayle-Buenavista / Laura Bayle-Syquia
- Tonton Gutierrez como Carlos Syquia / Señor Muerte
- Maricar Reyes como Sasha Syquia-Salvador
- Francis Magundayao como Sebastian Syquia
- Michelle Vito como Violet Buenavista
- Miguel Vergara como Francisco Miguel "Kit" Romero

### Elenco extendida
- Malou Crisologo como Yaya Divine
- Nikki Valdez como Rocky Gómez
- Ben Isaac como Banjo

### Elenco de invitados
- Rolly Inocencio como Buenavista family attorney
- Jong Cuenco como Mr. Abueva
- Jordan Herrera como Ramon
- Art Acuña
- Jon Lucas como Jester
- Yves Flores
- Chienna Filomeno como Pauleen
- Elisse Joson como Erica
- Paulo Angeles como Ryan

### Participación especial
- Joem Bascon como Gerald
- Angeline Quinto como Angie
- Bembol Roco como Fidel de Guzman
- Chinggoy Alonzo como Henry Buenavista
- Christian Vasquez como Henry Buenavista (joven)
- Precious Lara Quigaman como Jasmine Ruiz-Buenavista
- Dominic Ochoa como el padre de Emmanuelle
- Dimples Romana como la madre de Emmanuelle
- William Lorenzo como Ernesto Ramos
- Alexandra Macanan como Rose Buenavista (niña)
- Dexie Daulat como Emmanuelle Gaspar (niña)
- Nathaniel Britt como Leo Romero (niño)
- Dominic Roque como Leo Romero (joven)
- Yayo Águila como Ruth Gaspar (joven)
- Ricardo Cepeda como Magno Ruiz (joven)
- Bangs Garcia como Laura Bayle (joven)
- Ron Morales como Carlos Syquia (joven)
- Yogo Singh como Carlos Syquia (niño)

## Banda sonora
Todas las canciones del álbum de banda sonora oficial de la serie son realizadas por Angeline Quinto.
1. Gusto Kita
2. Why Can't It Be
3. Umiiyak Ang Puso
4. Someday
5. Wherever You Are
6. Hindi Ko Kaya
7. Muli
8. Forever (dúo con Erik Santos)
9. Sana Bukas pa ang Kahapon